# SAMIL 100
SAMIL 100 — південноафриканський армійський вантажний автомобіль з колісною формулою 6х6.

## Історія
В Півленно-Африканський Республіці у 60-70-ті роки для наповнення армійських підрозділів вантажівками було прийнято рішення про переобладнання цивільних вантажівок, які виготовлялись у країні за ліцензією. Так з'явилась ціла серія автівок під назвою SAMIL (South African MILitary — Південно-Африканські мілітарні). Переобладнання йшло як на заводах по виготовленню, так і на інших підприємствах: в Россліні, Преторії, Валлманншталі, Буксбургі.
SAMIL 100 був переобладнаний з 10-ти тонної вантажівки Magirus Deutz 320D22AL. Автівка транспортувала 11865 кг вантажу по дорозі, та 10000 кг — по бездоріжжю або 50 солдат. Екс-армійські зразки продавались також на цивільному ринку.